# Viktor Baikov
Viktor Baikov (Unión Soviética, 9 de febrero de 1935) fue un atleta soviético especializado en la prueba de maratón, en la que consiguió ser medallista de bronce europeo en 1962.

## Carrera deportiva
En el Campeonato Europeo de Atletismo de 1962 ganó la medalla de bronce en la carrera de maratón, recorriendo los 42,195 km en un tiempo de 2:24:19 segundos, llegando a meta tras el británico Brian Kilby y el belga Aurèle Vandendriessche (plata con 2:24:02 segundos).